# Boris Smysłowski
Boris Aleksiejewicz Smysłowski (ros. Борис Алексеевич Смысловский), ps. von Regenau, później Arthur Holmston (ur. 9 listopada?/21 listopada 1897 w Terijoki, zm. 5 września 1988 w Liechtensteinie) – rosyjski wojskowy, emigracyjny działacz wolnomularski, dowódca 1 Rosyjskiej Armii Narodowej podczas II wojny światowej, działacz kombatancki.

## Życiorys
Pochodził z rodziny uszlachconej w guberni kijowskiej w 1843. Ukończył 1 korpus kadetów w Moskwie, a następnie Michajłowską Akademię Artylerii w Petersburgu. Służył w lejbgwardii 3 brygady artylerii. Brał udział w I wojnie światowej. Był odznaczony licznymi orderami, w tym Orderem św. Anny 4 klasy i Orderem św. Włodzimierza 4 klasy. W 1917 studiował w Nikołajewskiej Akademii Sztabu Generalnego, ale jego naukę przerwał wybuch wojny domowej z bolszewikami. Boris A. Smysłowski przystąpił do białych. Walczył w szeregach samodzielnej dywizji gwardyjskiej na Kubaniu, potem na Krymie, skąd uczestniczył w nieudanym desancie na Kubań. Służbę zakończył w stopniu sztabskapitana jako szef oddziału wywiadowczego formowanej na obszarze odrodoznej Polski 3 Rosyjskiej Armii.
Na emigracji pozostał w Polsce. W latach 1928–1932 przeszedł wyższe kursy organizowane przy zakamuflowanej akademii sztabu generalnego niemieckiej Reichswehry. Po powrocie do Polski od 1935 do 1938 był wysoko postawionym wolnomularzem Starożytnego i Pierwotnego Rytu Memphis-Misraim. Działał także w loży „Piramida Północy” w Warszawie, przewodniczył kapitule „Pelikan pod Jutrzenka Wschodzącą” w Warszawie i pełnił funkcję Wielkiego Egipskiego Konserwatora Obrządków Wielkiej Mistycznej Świątyni na Polskę. Prawdopodobnie w 1938 pomagał wywieźć z Polski archiwum polskich struktur obrządku M.M. do Suwerennego Sanktuarium Starożytnego i Pierwotnego Rytu Memphis-Misraim Francji do Lyonu.
W czasie II wojny światowej podjął współpracę z Niemcami. Współpracował z wywiadem wojskowym Abwehra, uzyskując stopień Sonderführera (K) - odpowiednik  Hauptmanna. Używał wówczas pseudonimu von Regenau. W lipcu 1941 został dowódcą batalionu szkoleniowego złożonego z Rosjan w ramach Grupy Armii „Północ”. Pod koniec 1942 awansował na stopień podpułkownika. Na początku 1943 stanął na czele Sonderstab „R” („Rosja”), zakonspirowanej struktury przygotowującej do walki partyzanckiej i dywersji za liniami Armii Czerwonej. Działała ona w okupowanej Warszawie pod szyldem Wschodniej Firmy Budowlanej Hilgen. Podlegała mu Specjalna Dywizja „R” („Rosja”). W grudniu 1943 Boris A. Smysłowski pod zarzutem działalności na dwie strony trafił do aresztu domowego, zaś Sonderstab „R” i podległe mu oddziały wojskowe zostały rozformowane. Po 6 miesiącach został jednak uwolniony od zarzutów. W tym samym czasie, 17 maja 1944, grupa dywersyjna Kedywu AK, z nie do końca wyjaśnionych przyczyn, dokonała w Warszawie nieudanej próby zamachu na niego. Po uwolnieniu Boris Smysłowski dostał rozkaz sformowania z Rosjan jednostki wojskowej do zadań specjalnych, przeznaczonej do walki partyzanckiej z nacierającą Armią Czerwoną. W ten sposób powstała 1 Rosyjska Dywizja Narodowa z płk. Smysłowskim na czele. 23 stycznia 1945 sztab dywizji został przeniesiony z Wrocławia do Bad Elster w okolicy Drezna. Tam 12 lutego tego roku dywizję przemianowano na Zieloną Armię do Zadań Specjalnych. 4 kwietnia stała się ona 1 Rosyjską Armią Narodową pod dowództwem Smysłowskiego, awansowanego do stopnia generała majora. Przyjął on pseudonim Arthur Holmston dla dezinformacji sowieckiego wywiadu. Pod jego zwierzchnictwo trafił też formalnie, choć nigdy nie doszło do połączenia, Rosyjski Korpus Ochronny i formowana 3 dywizja Sił Zbrojnych Komitetu Wyzwolenia Narodów Rosji. 18 kwietnia wydał rozkaz marszu na zachód do neutralnej Szwajcarii.

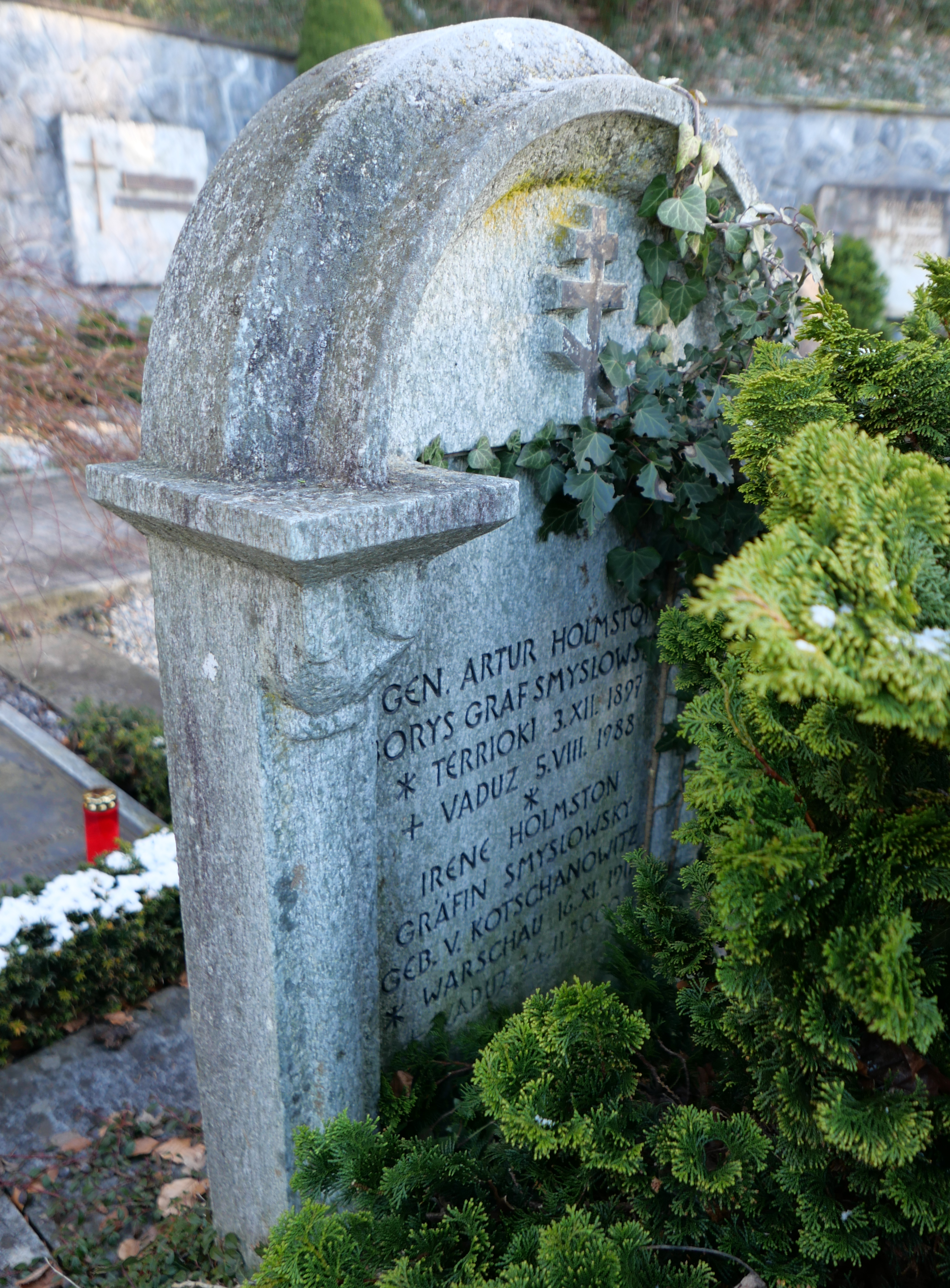
Grób w Vaduz w 2024 roku.

W ostatnich dniach wojny na czele około 500 żołnierzy 1 Rosyjskiej Armii Narodowej przekroczył granicę neutralnego Księstwa Liechtenstein, gdzie wszyscy zostali internowani. W późniejszych latach odwiedzili go wysocy funkcjonariusze wywiadu amerykańskiego, w tym Allen Dulles, usiłujący uzyskać posiadane przez niego informacje o Sowietach. Jesienią 1947 Boris A. Smysłowski wraz z grupą b. podkomendnych wyjechał do Argentyny, na zaproszenie rządu Juana Peróna. Utworzył tam Wojenno-Wyzwoleńczy Ruch imienia generalissimusa A.W. Suworowa, zwany Związkiem Suworowskim. W 1966 powrócił do Liechtensteinu, gdzie zmarł 5 września 1988.
Wkroczenie oddziałów 1 Rosyjskiej Armii Narodowej do Liechtensteinu stało się kanwą francusko-szwajcarskiego  filmu fabularnego z 1993 roku, pt. „Wiatr ze wschodu”, którego reżyserem był Robert Enrico.

## Awanse
- kapitan – w czasach carskich
- Sonderführer (K) – 1941
- major – 1941
- podpułkownik – 1942
- generał-major – 1945

## Odznaczenia

### Imperium Rosyjskie
- Order Świętego Włodzimierza IV stopnia z mieczami
- Order Świętej Anny III stopnia z mieczami
- Order Świętego Stanisława III stopnia z mieczami
- Order Świętej Anny IV stopnia (nagroda na szablę)

### III Rzesza
- Order Zasługi Orła Niemieckiego II klasy z mieczami
- Krzyż Żelazny II klasy
- Złoty Medal Narodów Wschodnich z mieczami I klasy
- Złoty Medal Narodów Wschodnich z mieczami II klasy
- Srebrny Medal Narodów Wschodnich z mieczami I klasy
- Srebrny Medal Narodów Wschodnich z mieczami II klasy
- Medal za Kampanię Zimową na Wschodzie 1941/1942